# Patrick Phelan
Patrick Phelan (Houston, 16 gennaio 1985) è un ex calciatore statunitense, di ruolo centrocampista.

## Carriera

### Club
Phelan praticò calcio universitario alla Wake Forest University. Fu scelto da Toronto allo MLS SuperDraft del 2008, ma fu poi ceduto al New England Revolution senza collezionare alcuna presenza con i canadesi.
Dopo quattro stagioni nella Major League Soccer, Phelan lasciò la sua squadra per trasferirsi ai finlandesi dello SJK. Debuttò nella Ykkönen il 30 maggio 2012, schierato titolare nella sconfitta casalinga per 0-2 contro l'OPS. Nel 2013 tornò in patria, per giocare nei San Antonio Scorpions.

### Nazionale
Phelan fu tra i convocati degli Stati Uniti under 20 in vista del campionato nordamericano Under-20 2005.